# Гьяби, Дарко
Дарко Боатенг Гьяби (англ. Darko Boateng Gyabi; родился 18 февраля 2004) — английский футболист, полузащитник клуба «Лидс Юнайтед».

## Клубная карьера
Воспитанник клубов «Миллуолл» и «Манчестер Сити», Гьяби перешёл в «Лидс Юнайтед» 4 июля 2022 года, подписав контракт до 2026 года. 9 ноября 2022 года дебютировал за «Лидс Юнайтед» в матче Кубка Английской лиги, сыграв полный матч против клуба «Вулверхэмптон Уондерерс». 28 декабря 2022 года Гьяби дебютировал в Премьер-лиге в матче против своего бывшего клуба «Манчестер Сити», выйдя на замену на 83-й минуте.

## Карьера в сборной
Гьяби выступал за сборные Англии до 15, до 16, до 18, до 19 и до 20 лет.